# Alan Neto
Alan Neto, pseudônimo de Manoel Simplício de Barros Neto (Senador Pompeu, 27 de novembro de 1940 – Fortaleza, 3 de abril de 2024) foi um jornalista esportivo brasileiro, colunista do Jornal O Povo e apresentador do programa Trem Bala.

## Informações gerais
O quinto filho de Zé Júlio e Zeneida. Nasceu em Senador Pompeu, à 275 quilômetros de Fortaleza, no dia de Nossa Senhora das Graças (27 de novembro), com quatro quilos e meio. Alcançou 1,84 m. Criado pelo avô, até os oito anos, no condado de Umarizeira das Lajes. Alan se declara ainda torcedor do Ferroviário.

## Carreira
Alan Neto começou como repórter amador aos 15 anos de idade, fazendo cobertura de basquete, futebol de salão e voleibol na Rádio Iracema. Foi lá que, através de seu primo, o radialista Armando Vasconcelos, conheceu o também radialista Aécio de Borba, que o designou para compor o departamento de Futebol. Posteriormente, foi contratado pelo jornal Diário do Nordeste, a convite do empresário Edson Queiroz. Integrou o Grupo de Comunicação O Povo, onde analisava diariamente as movimentações, contratações e partidas dos clubes cearenses, principalmente, opinando sobre Ceará e Fortaleza. Foi o comandante-mor do Trem Bala, na rádio O POVO/CBN e na TV Ceará. Aos domingos, sua coluna trazia os bastidores da política e variedades.

## Morte
Sua morte foi decretada no dia 3 de abril de 2024 no Hospital Antônio Prudente em Fortaleza após sofrer um acidente doméstico em sua residência, ele chegou a receber alta do hospital, mas retornou com um quadro de pneumonia.